# Rovensko
Rovensko és un poble i municipi d'Eslovàquia que es troba a la regió de Trnava, a l'oest del país. El 2023 tenia 440 habitants.

## Història
La primera menció escrita de la vila es remunta al 1439.

## Demografia
| Godina             | 1994 | 2004   | 2014    | 2024   |
| ------------------ | ---- | ------ | ------- | ------ |
| Nombre de persones | 396  | 369    | 423     | 429    |
| Diferència         |      | −6,81% | +14,63% | +1,41% |

| Godina             | 2023 | 2024  |
| ------------------ | ---- | ----- |
| Nombre de persones | 440  | 429   |
| Diferència         |      | −2,5% |